# Triangulație

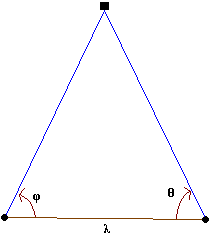
Principiul triangulaţiei

În trigonometrie și geometrie, triangulația este un mod de determinare a poziției unui punct prin măsurarea unghiurilor dintre aceasta și alte două puncte de referință a căror poziție este cunoscută și care constituie o bază fixă, în locul măsurării directe a distanței spre punct (trilaterație). Punctul apoi se fixează ca al treilea vârf al unui triunghi cu o latură și două unghiuri cunoscute.

## Descriere

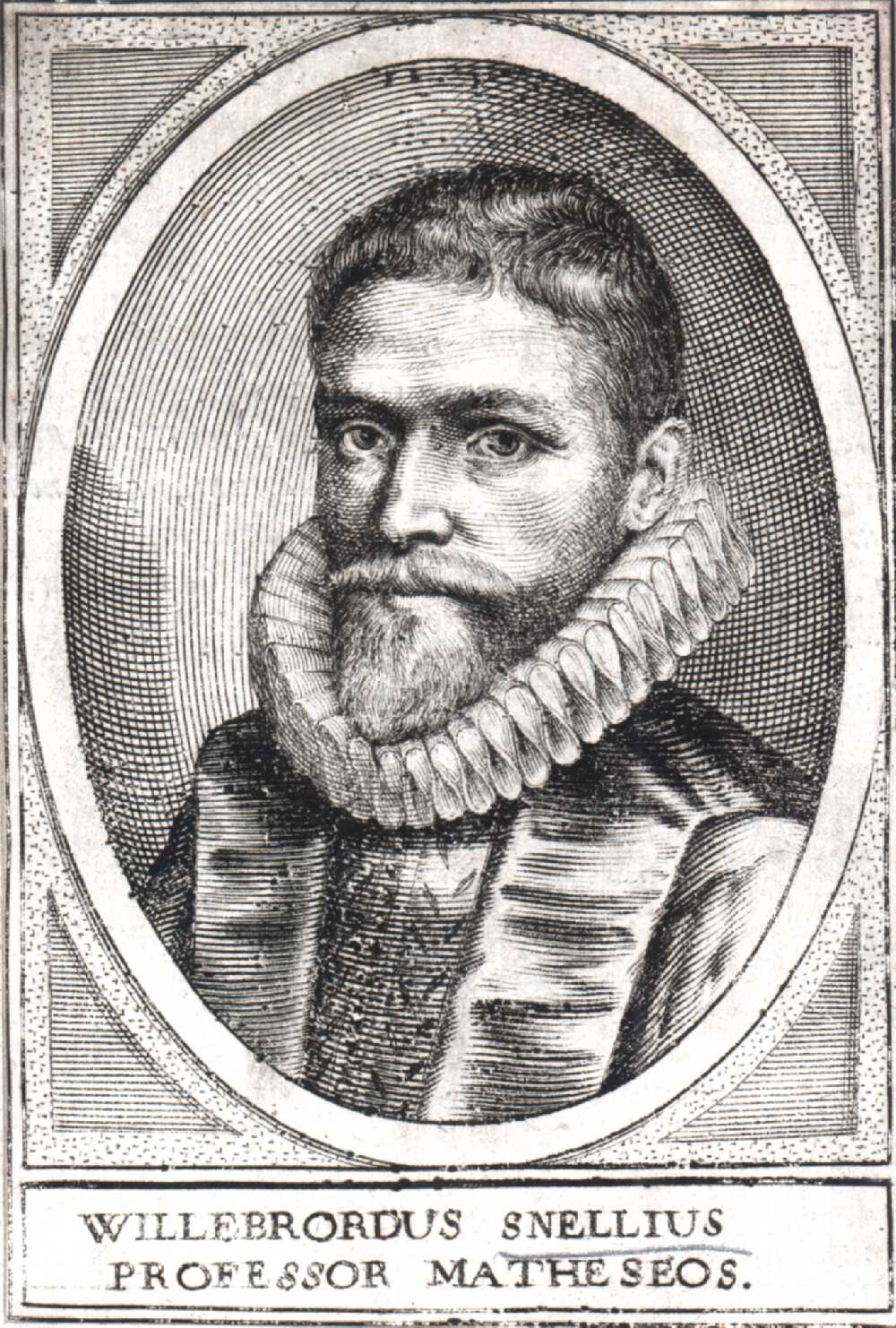
Willebrord Snellius

Metoda triangulației, imaginată de olandezul Willebrord Snellius în anii 1615 – 1617, constă în determinarea cu precizie a coordonatelor punctelor de pe teren în planul unui sistem de proiecție cartografică dat, prin aranjarea acestora sub forma unei rețele sau a unui lanț de triunghiuri (cu forma cât mai apropiată de cea a triunghiurilor echilaterale). Într-un asemenea dispozitiv se măsoară numai una sau două laturi, numite baze, iar toate celelale puncte se determină indirect, numai prin măsurarea unghiurilor. Prin triangulație se realizează un ansamblu de triunghiuri pe teren, care constituie infrastructura oricărei ridicări topografice, numită rețea de triangulație.
Metoda a permis determinarea precisă a arcelor de cerc meridiane și paralele. Spre exemplu, pentru determinarea distanței dintre două puncte aflate aproximativ pe același meridian se proiectează între aceste puncte un lanț de triunghiuri, având lungimea maximă a laturilor de 60 - 80 km, astfel încât între punctele vecine să existe legătură vizuală. Dacă se măsoară cel puțin lungimea unei laturi a unui triunghi și două unghiuri din fiecare triunghi, atunci se poate determina distanța dintre cele două puncte îndepărtate. Dacă se cunoaște și azimutul acestei distanțe se poate determina și lungimea meridiană a distanței respective.

## Aplicații moderne
Principiul triangulației este utilizat la realizarea măsurătorilor precise folosind senzori de triangulație laser. Procedeul de funcționare se bazează pe ipoteza că raza emisă, raza reflectată și distanța între emițătorul laser și detector formează un triunghi.

### Stația totală
Articol principal: Stația totală

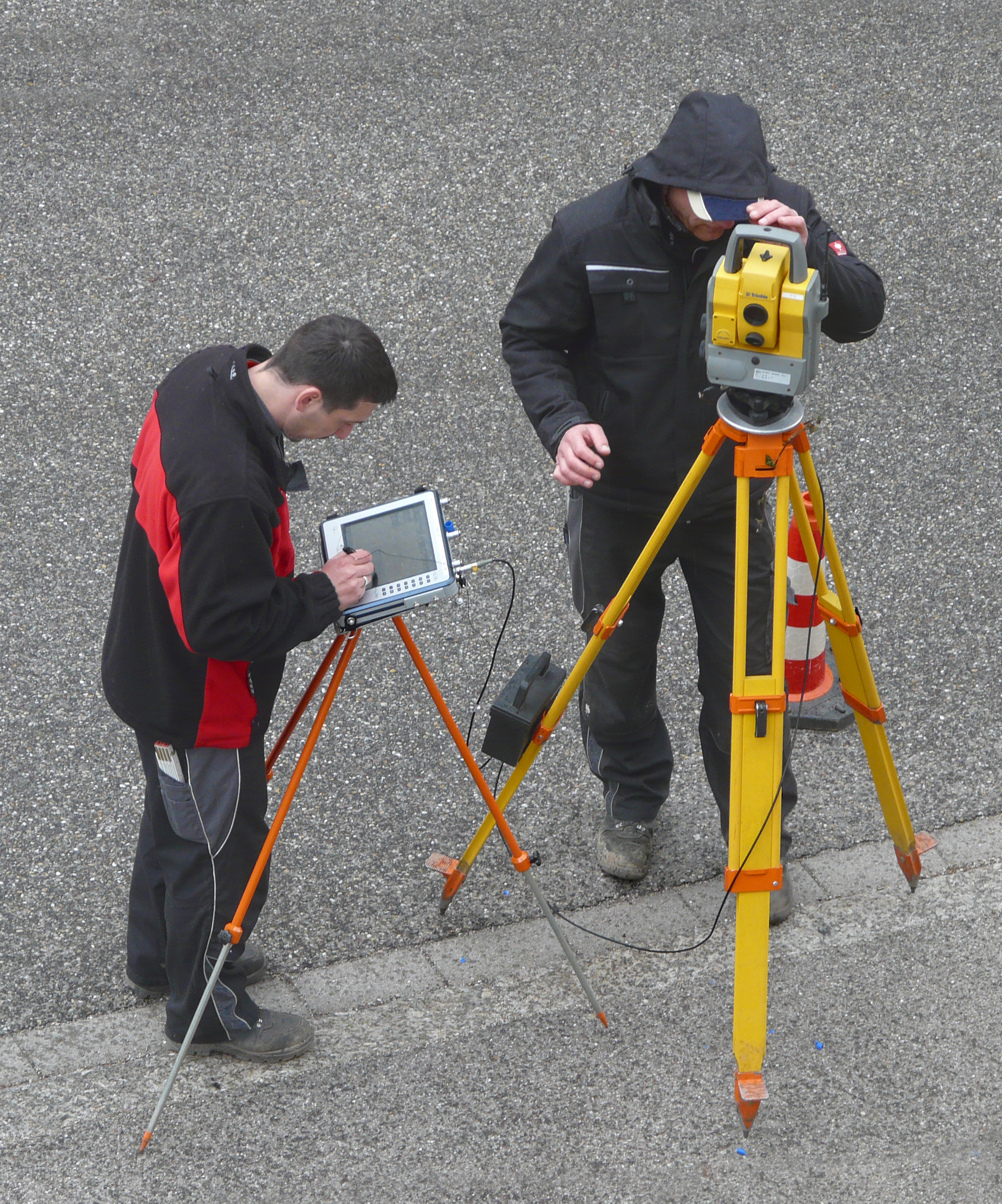
Topografi lucrând cu staţia totală

Stația totală este un instrument opto – electronic folosit îndeosebi în inginerie civilă. Este formată dintr-un teodolit electronic (cu rol în determinarea unghiurilor) și dintr-un dispozitiv de calculare a distanței față de un anumit punct. Coordonatele unui punct necunoscut pot fi determinate cu ajutorul stației totale și folosindu-se ca reper un punct cu coordonate cunoscute. Cele două puncte și stația trebuie să formeze între ele linii de vizibilitate directă. Este totuși posibil ca stația să nu aibă vizibilitate directă dar să aibă receptor GNSS (Global Navigation Satellite System).
Unghiurile și distanțele sunt măsurate de către stația totală față de punctul de interes folosind trigonometria și triangulația.
Măsurarea unghiurilor la stațiile totale se face prin scanarea cu o precizie extremă a codului de bare digital gravat pe cilindrii de sticlă rotativi sau discuri din acel instrument.
Măsurarea distanțelor folosește principiul triangulației, prin emiterea unui fascicul de lumină către punctul de interes. Fasciculul reflectat este captat și interpretat de calculatorul din stația totală. Eroarea de măsurare este de ordinul milimetrilor.

### GPS – Global Positioning System

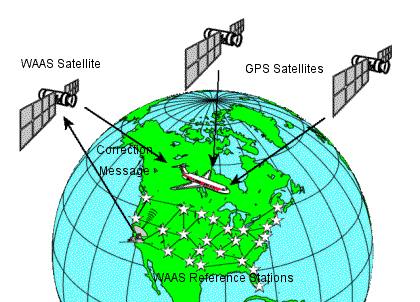
Principiul poziţionării prin GPS în aviaţie

Articol principal: Global Positioning System
GPS-ul este o importantă aplicație la baza căreia stă principiul triangulației. El este un sistem de radio-navigație globală format dintr-o constelație de 24 de sateliți și stațiile lor de la sol. GPS-ul folosește sateliții ca puncte de referință pentru a calcula pozițiile cu o acuratețe de domeniul metrilor, dar cu variante avansate de GPS se pot face măsurători cu o acuratețe mai mică de un centimetru.
Receptoarele GPS au fost miniaturizate pâna la nivelul a câteva circuite integrate astfel devenind și foarte economice. Aceasta face tehnologia foarte accesibilă practic tuturor. La ora actuală GPS își găsește locul în mașini, vapoare, avioane, echipamente de construcții, mașini agricole, până și computere portabile etc.

### Sistem stereoscopic de detecție a poziției unui robot mobil
Dezvoltarea continuă a tehnicii, cât și tendințele actuale în conducerea roboților impun crearea de sisteme complexe, de precizie ridicată, pentru determinarea poziției unui robot mobil într-un spațiu de lucru. Un astfel de sistem poate avea douǎ utilizǎri importante:
- ca sistem senzorial fǎrǎ contact, capabil a oferi informații despre poziția modulelor robotului, utilizat în conducerea robotului;
- ca sistem de mǎsurare fǎrǎ contact a poziției modulelor robotului în scopul verificǎrii funcționǎrii lui.

Determinarea poziției curente a robotului se va face de la distanțǎ, prin interacțiunea unui semnal emis de robot cu receptori plasați în poziții cunoscute din spațiu folosind astfel principiul triangulatiei.

## Vezi și
- Arcul geodezic Struve